# Lodger (álbum)
Lodger é o décimo terceiro álbum de estúdio do músico inglês David Bowie, lançado em 18 de maio de 1979. Sendo o último da "Trilogia de Berlim", foi gravado em colaboração com Brian Eno. Foi produzido na Suíça e em Nova York, sendo mais acessível que seus antecessores Low e "Heroes", já que não há faixas instrumentais e é, de alguma forma, mais leve e pop. De qualquer forma, ainda é um trabalho experimental em muitos sentidos.
Não foi, para os padrões de Bowie, um grande sucesso comercial. Mediocremente recebido por críticos à época de seu lançamentos, hoje é considerado um dos álbuns mais subestimados de Bowie.

## Produção
Originalmente sendo chamado de Planned Accidents ou Despite Straight Lines, Lodger foi majoritariamente gravado entre as pausas da turnê mundial de Bowie de 1978 e apresentava os mesmos músicos, ao lado de Brian Eno. A guitarra principal não foi gravada por Robert Fripp como em "Heroes", mas por Adrian Belew (que, futuramente, tocaria com Fripp no King Crimson). Bowie conheceu Belew enquanto o guitarrista tocava com Frank Zappa. Muito do trabalho de Belew no álbum foi composto de múltiplas takes em contraste com faixas de fundo, das quais ele não tinha nenhum conhecimento prévio - nem mesmo o tom. Outros experimentos no álbum incluíam o uso de melodias antigas tocadas ao contrário, o emprego de sequências idênticas de corda para faixas diferentes, e músicos tocando instrumentos com os quais tinham pouca experiência.
Eno sentiu que a trilogia "definhara" com Lodger, e Belew observou também o término da relação laboral de Eno e Bowie: "Eles não brigaram nem fizeram nada incivilizado; eles simplesmente não pareciam ter a "faísca" que imagino que tiveram durante o álbum "Heroes"." Um plano prévio de continuar o modelo fundamental dos álbuns anteriores (um lado com canções e outro com instrumentais) foi cancelado, tendo Bowie adicionado letras que prenunciavam as preocupações mais mundanas do seu próximo álbum, Scary Monsters (And Super Creeps).

## Estilo e temas
Apesar de não apresentar a divisão entre instrumentais/canções que caracterizava Low e "Heroes", é vista uma divisão bruta em Lodger, com dois temas principais: o da viagem (principalmente o Lado A) e o das críticas à civilização ocidental (principalmente o Lado B). A faixa final de "Heroes", "The Secret Life of Arabia", antecipava o clima de exotismo das faixas de viagem em Lodger. "African Night Flight" é uma homenagem à música e à cultura do veld, inspirada por uma viagem ao Quênia que Bowie fez com seu filho Zowie; as texturas musicais do álbum são citadas como um presságio da popularidade da  world music, tendo Bowie as considerado um precursor da sonoridade desenvolvida por Brian Eno e David Bryne para My Life in the Bush of Ghosts (1981). "Move On" é, liricamente, uma ode de Bowie à sua própria sede por viagens e, sonoramente, seu clássico "All the Young Dudes" tocado ao contrário. "Yassassin" é uma canção improvável de reggae com um "sabor" turco. "Red Sails" foi inspirada parcialmente na música da banda alemã Neu!, compartilhando da marca registrada do grupo: a batida "motorik"; para Bowie, a faixa combinava "um novo sentimento musical alemão" com "um Errol Flynn mercenário-fanfarrão-espermático contemporâneo" para produzir "uma amável referência cruzada de culturas".
Em termos de críticas ao álbum, seu primeiro single, "Boys Keep Swinging", foi visto por Roy Carr e Charles Shaar Murray, editores da NME, em parte como uma resposta espirituosa ao Village People, mas também, combinado com seu videoclipe travestido, um comentário sobre ideias de masculinidade; musicalmente, é notável pelas performances pouco comuns de Carlos Alomar (guitarrista) como baterista e Dennis Davis (baterista) como baixista. De acordo com Tony Visconti, a canção apresenta "exatamente as mesmas mudanças de acorde e de estrutura, até mesmo o mesmo tom" de "Fantastic Voyage", que representa a visão de Bowie sobre a possibilidade duma guerra nuclear. O segundo single, "DJ", tem uma visão sarcástica sobre o mundo do disc jockey. "Repetition", com Bowie explorando a mente de um parceiro abusivo, é cantada num tom deliberadamente sem emoção que ressalta a letra e o som antinatural do baixo. "Red Money" adicionou novas palavras a uma faixa de Bowie e Alomar que originalmente aparecera como "Sister Midnight", com letras de Iggy Pop, no álbum The Idiot deste último.

## Encarte
Bowie colaborou com o artista inglês de pop art Derek Boshier para o design da capa. O encarte dobrável original do álbum apresenta uma foto de corpo inteiro de Bowie como a vítima dum acidente, tirada pelo fotógrafo Brian Duffy. O cantor está altamente caracterizado, com o nariz aparentemente quebrado. Por estilo, a foto é deliberadamente de baixa resolução, tirada com uma Polaroid SX-70. O interior do encarte inclui fotos do corpo morto de Che Guvara, da Lamentação sobre o Cristo Morto, de Andrea Mantegna, e de Bowie sendo preparado para a foto de capa. As imagens não foram reproduzidas na reedição CD (Rykodisc) de 1991.

## Lançamento e recepção
Lodger recebeu críticas relativamente negativas em seu lançamento original, com a Rolling Stone o chamando de "um dos seus mais fracos... difuso, uma nota de rodapé para "Heroes", um ato de marcação de tempo", e a Melody Maker o considerando "levemente sem rosto". Na Smash Hits, o álbum foi descrito como tendo uma sonoridade de uma "sacola velha de sobras de estilos anteriores" com "raios de genialidade somente ocasionais". Foi também criticado por ter uma mixagem mais débil e turva do que os álbuns anteriores de Bowie. Lodger alcançou o n°4 nas paradas britânicas e o n°20 nas americanas, numa época em que o artista estava saindo comercialmente da cena e dando lugar aos seus "filhos" da new wave, como Gary Numan.
Logo após seu lançamento, Roy Carr e Charles Shaar Murray previram que Lodger iria "ter que 'crescer em potência' por alguns anos, mas depois seria aceito como um dos trabalhos mais complexos e recompensadores de Bowie". Enquanto o biógrafo Christopher Sandford o chama de um "álbum escorregadio e calculadamente descartável", o autor David Buckley alega que "sua estrutura se desenvolve a cada ano que passa", e Nicholas Pegg resume: "subvalorizado e obscuro praticamente desde seu lançamento, sua reavaliação está há muito atrasada". O músico de electronica/techno Moby mais tarde afirmaria que o único motivo para obter seu primeiro emprego (como um caddy de golfe) foi para que pudesse comprar Lodger, que havia acabado de ser lançado. O grupo Built to Spill faria referência ao álbum na canção "Distopian Dream Girl", do álbum There's Nothing Wrong With Love, de 1994. A banda Shearwater tocou o álbum inteiro em shows ao vivo e no The A.V. Club logo após a morte de Bowie.

## Faixas
Todas as letras escritas por David Bowie; todas as melodias de David Bowie e Brian Eno, exceto as anotadas.
1. "Fantastic Voyage" – 2:55
2. "African Night Flight" – 2:54
3. "Move On" (Bowie) – 3:16
4. "Yassassin" (Bowie) – 4:10
5. "Red Sails" – 3:43
6. "DJ" (Bowie, Eno, Carlos Alomar) – 3:59
7. "Look Back in Anger" – 3:08
8. "Boys Keep Swinging" – 3:17
9. "Repetition" (Bowie) – 2:59
10. "Red Money" (Bowie, Alomar) – 4:17